# Comuna Ciolpani, Ilfov
Ciolpani (în trecut, Țigănești) este o comună în județul Ilfov, Muntenia, România, formată din satele Ciolpani (reședința), Izvorani, Lupăria și Piscu.

## Așezare
Comuna se află în extremitatea nordică a județului, la limita cu județul Prahova, pe malul drept al Ialomiței. Către vest, se află pădurea Scroviștea, cu lacul Țigănești (denumit și Balta Mănăstirii), unde se află mănăstirea Țigănești. Către sud-est, se află pădurea Snagov, satul Izvorani aflându-se pe malul nordic al lacului Snagov. Este străbătută de șoseaua națională DN1, care leagă Bucureștiul de Ploiești. La Ciolpani, din această șosea se ramifică șoselele județene DJ101C (care duce spre Gruiu), DJ101N care deservește exclusiv satul Izvorani și DJ101M care duce în parcul Snagov. Cele trei șosele județene sunt legate între ele de șoseaua județeană DJ111.

## Demografie
Componența etnică a comunei Ciolpani
     Români (81,61%)
     Alte etnii (0,6%)
     Necunoscută (17,78%)
Componența confesională a comunei Ciolpani
     Ortodocși (79,73%)
     Alte religii (1,76%)
     Necunoscută (18,51%)
Conform recensământului efectuat în 2021, populația comunei Ciolpani se ridică la 4.830 de locuitori, în creștere față de recensământul anterior din 2011, când fuseseră înregistrați 4.811 locuitori. Majoritatea locuitorilor sunt români (81,61%), iar pentru 17,78% nu se cunoaște apartenența etnică. Din punct de vedere confesional, majoritatea locuitorilor sunt ortodocși (79,73%), iar pentru 18,51% nu se cunoaște apartenența confesională.

## Politică și administrație
Comuna Ciolpani este administrată de un primar și un consiliu local compus din 15 consilieri. Primarul, Bogdan Cristian Călin[*], de la Partidul Național Liberal, este în funcție din 2008. Începând cu alegerile locale din 2024, consiliul local are următoarea componență pe partide politice:
|  | Partid                          | Consilieri | Componența Consiliului | Componența Consiliului | Componența Consiliului | Componența Consiliului | Componența Consiliului | Componența Consiliului | Componența Consiliului | Componența Consiliului | Componența Consiliului |
|  | ------------------------------- | ---------- | ---------------------- | ---------------------- | ---------------------- | ---------------------- | ---------------------- | ---------------------- | ---------------------- | ---------------------- | ---------------------- |
|  | Partidul Național Liberal       | 9          |                        |                        |                        |                        |                        |                        |                        |                        |                        |
|  | Partidul Social Democrat        | 3          |                        |                        |                        |                        |                        |                        |                        |                        |                        |
|  | Alianța pentru Unirea Românilor | 2          |                        |                        |                        |                        |                        |                        |                        |                        |                        |
|  | Uniunea Salvați România         | 1          |                        |                        |                        |                        |                        |                        |                        |                        |                        |

## Istorie

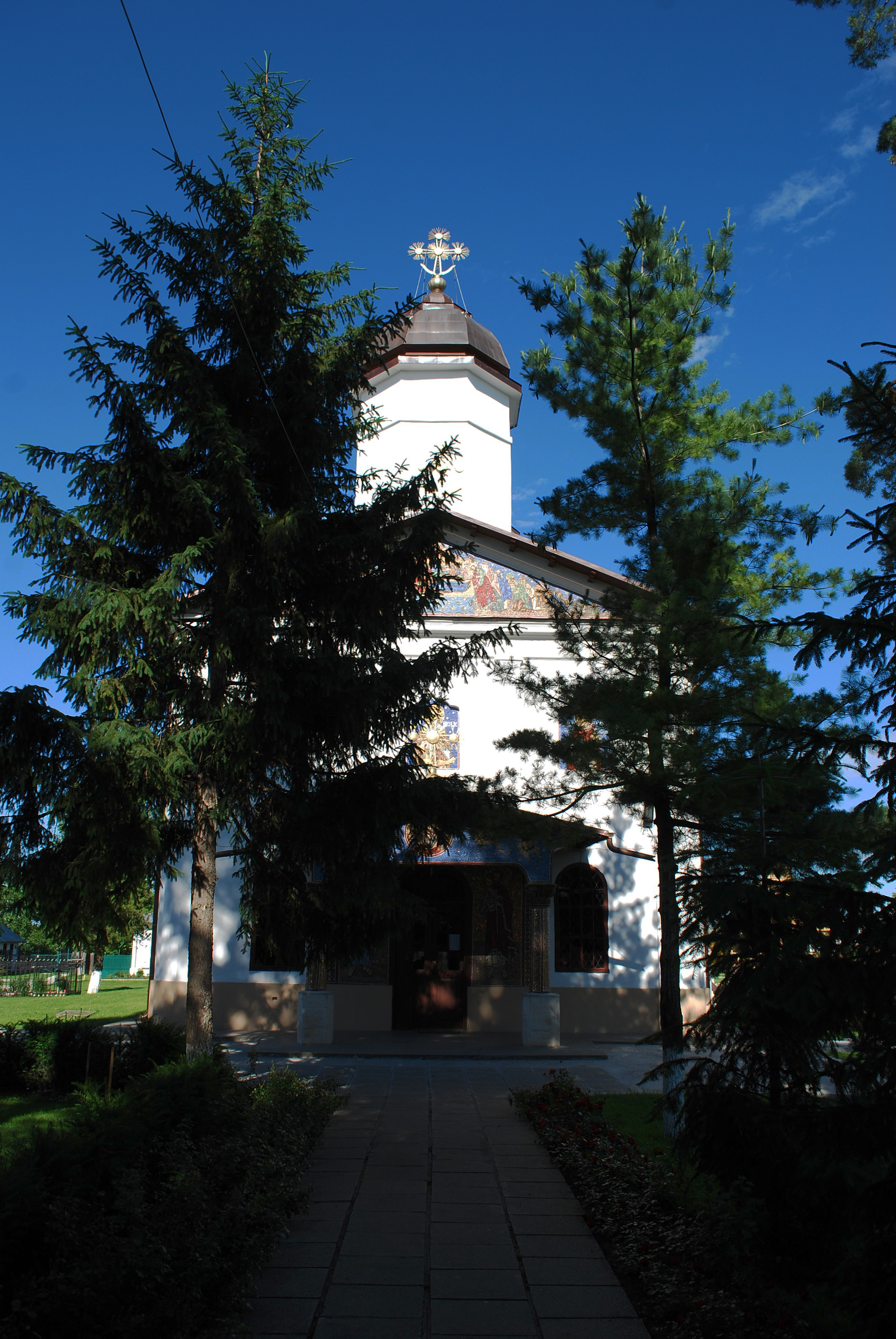
Biserica mănăstirii Țigănești

Satele Ciolpani și Țigănești s-au format după anul 1800 din familii de clăcași sau robi ai mănăstirii, și câteva alte familii venite din alte locuri.
La sfârșitul secolului al XIX-lea, comuna purta numele de Țigănești, era arondată plășii Snagov din județul Ilfov, și era formată din satele Ciolpani, Lupăria-Sărăcineasca și Țigănești. În comună funcționau o școală mixtă și patru biserici ortodoxe. Pe atunci, satul Piscu aparținea comunei Cocioc, fiind cunoscut ca sat de olari, cu moșii în proprietatea Domeniului Coroanei; iar satul Izvorani făcea parte din comuna Tâncăbești, având o biserică lipovenească.
În 1925, comunei i se alipise și satul Izvorani, (fost în comuna Tâncăbești), iar comuna a ajuns în total la 3062 de locuitori și făcea parte din plasa Buftea-Bucoveni. Comuna își avea reședința în satul Ciolpani.
În 1950, comuna a fost inclusă în raionul Căciulați al regiunii București și apoi (după 1960) din raionul Buftea al aceleiași regiuni. În 1968, comuna și-a luat numele de Ciolpani (de la satul de reședință) și a fost inclus în județul Ilfov, satul Țigănești fiind desființat și inclus în satul Ciolpani. În 1981, comuna a devenit parte a Sectorului Agricol Ilfov, aflat în subordinea municipiului București, sector devenit în 1998 județul Ilfov.

## Monumente istorice
Șapte obiective din comuna Ciolpani sunt incluse în lista monumentelor istorice din județul Ilfov, toate ca monumente de interes local. Cinci dintre ele sunt clasificate ca situri arheologice — patru la Ciolpani, (din care două în zona fostului sat Țigănești) și unul la Izvorani. Celelalte două sunt mănăstirea Țigănești datând din secolul al XVIII-lea, și biserica „Adormirea Precistei” din satul Ciolpani.